# Primera División de las Islas Cook
La Primera División de las Islas Cook es la máxima categoría de fútbol de Islas Cook. Se fundó en 1950, siendo una de las ligas de fútbol más antiguas de Oceanía y su organización está a cargo de la Asociación de Fútbol de Islas Cook.
El campeón clasifica a la fase preliminar de la Liga de Campeones de la OFC.

## Historia
La primera temporada de la Primera División fue en 1950 y su primer campeón fue el Titikaveka FC.

## Equipos participantes

### Temporada 2023
| Equipo               | Ciudad | Fundación | Estadio              | Capacidad | 2021 |
| -------------------- | ------ | --------- | -------------------- | --------- | ---- |
| Avatiu FC            |        |           | Avatiu Swamp Field   | 1000      | 3°   |
| Matavera FC          |        |           | CIFA Academy Field 1 |           | 5°   |
| Nikao Sokattack FC   |        |           | Nikao Field          | 1500      | 2°   |
| Puaikura FC          |        |           | Raemaru Park         |           | 6°   |
| Titikaveka FC        |        |           | Titikaveka Field     | 1000      | 4°   |
| Tupapa Maraerenga FC |        |           | Tupapa Park          | 1000      | 1°   |

## Palmarés
| Temporada | Campeón              | Subcampeón           |
| --------- | -------------------- | -------------------- |
| 1950      | Titikaveka FC        |                      |
| 1951-1970 | Desconocido          | Desconocido          |
| 1971      | Titikaveka FC        |                      |
| 1972      | Titikaveka FC        |                      |
| 1973      | Titikaveka FC        |                      |
| 1974      | Titikaveka FC        |                      |
| 1975      | Titikaveka FC        |                      |
| 1976      | Titikaveka FC        |                      |
| 1977      | Titikaveka FC        |                      |
| 1978      | Titikaveka FC        |                      |
| 1979      | Titikaveka FC        |                      |
| 1980      | Avatiu FC            |                      |
| 1981      | Titikaveka FC        |                      |
| 1982      | Titikaveka FC        |                      |
| 1983      | Titikaveka FC        |                      |
| 1984      | Titikaveka FC        | Arorangi FC          |
| 1985      | Arorangi FC          |                      |
| 1986      | Desconocido          | Desconocido          |
| 1987      | Arorangi FC          |                      |
| 1988      | Desconocido          | Desconocido          |
| 1989      | Desconocido          | Desconocido          |
| 1990      | Desconocido          | Desconocido          |
| 1991      | Avatiu FC            |                      |
| 1992      | Tupapa Maraerenga FC |                      |
| 1993      | Tupapa Maraerenga FC |                      |
| 1994      | Avatiu FC            |                      |
| 1995      | PTC Coconuts         |                      |
| 1996      | Avatiu FC            |                      |
| 1997      | Avatiu FC            |                      |
| 1998      | Tupapa Maraerenga FC | Avatiu FC            |
| 1999      | Avatiu FC            | Nikao Sokattack FC   |
| 2000      | Nikao Sokattack FC   | Tupapa Maraerenga FC |
| 2001      | Tupapa Maraerenga FC | Avatiu FC            |
| 2002      | Tupapa Maraerenga FC | Avatiu FC            |
| 2003      | Tupapa Maraerenga FC | Nikao Sokattack FC   |
| 2004      | Nikao Sokattack FC   | Tupapa Maraerenga FC |
| 2005      | Nikao Sokattack FC   | Tupapa Maraerenga FC |
| 2006      | Nikao Sokattack FC   | Takuvaine FC         |
| 2007      | Tupapa Maraerenga FC | Nikao Sokattack FC   |
| 2008      | Nikao Sokattack FC   | Takuvaine FC         |
| 2009      | Nikao Sokattack FC   | Tupapa Maraerenga FC |
| 2010      | Tupapa Maraerenga FC | Nikao Sokattack FC   |
| 2011      | Tupapa Maraerenga FC | Nikao Sokattack FC   |
| 2012      | Tupapa Maraerenga FC | Nikao Sokattack FC   |
| 2013      | Puaikura FC          | Tupapa Maraerenga FC |
| 2014      | Tupapa Maraerenga FC | Puaikura FC          |
| 2015      | Tupapa Maraerenga FC | Titikaveka FC        |
| 2016      | Puaikura FC          | Tupapa Maraerenga FC |
| 2017      | Tupapa Maraerenga FC | Nikao Sokattack FC   |
| 2018      | Tupapa Maraerenga FC | Nikao Sokattack FC   |
| 2019      | Tupapa Maraerenga FC | Nikao Sokattack FC   |
| 2020      | Tupapa Maraerenga FC | Nikao Sokattack FC   |
| 2021      | Nikao Sokattack FC   | Tupapa Maraerenga FC |
| 2022      | Tupapa Maraerenga FC | Nikao Sokattack FC   |
| 2023      | Tupapa Maraerenga FC | Nikao Sokattack FC   |
| 2024      | Tupapa Maraerenga FC | Matavera FC          |

## Títulos por club
| Club                      | Títulos | Años campeón |
| ------------------------- | ------- | --- |
| Tupapa Maraerenga FC      | 19      | 1992, 1993, 1998, 2001, 2002, 2003, 2007, 2010, 2011, 2012, 2014, 2015, 2017, 2018, 2019, 2020, 2022, 2023, 2024 |
| Titikaveka FC             | 14      | 1950, 1971, 1972, 1973, 1974, 1975, 1976, 1977, 1978, 1979, 1981, 1982, 1983, 1984                               |
| Nikao Sokattack FC        | 7       | 2000, 2004, 2005, 2006, 2008, 2009, 2021                                                                         |
| Avatiu FC                 | 6       | 1980, 1991, 1994, 1996, 1997, 1999                                                                               |
| Puaikura FC (Arorangi FC) | 4       | 1985, 1987, 2013, 2016                                                                                           |
| PTC Coconuts              | 1       | 1995 |

## Clasificación histórica
Tabla histórica de la Primera División de las Islas Cook desde 2009 con resultados conocidos hasta la terminada temporada 2022.
| N.º | Club                 | Temp. | P.D. | P.G. | P.E. | P.P. | G.F. | G.C. | Puntos |
| --- | -------------------- | ----- | ---- | ---- | ---- | ---- | ---- | ---- | ------ |
| 1.  | Tupapa Maraerenga FC | 14    | 172  | 133  | 18   | 21   | 667  | 169  | 410    |
| 2.  | Nikao Sokattack FC   | 14    | 172  | 112  | 20   | 40   | 512  | 223  | 356    |
| 3.  | Puaikura FC          | 14    | 172  | 77   | 28   | 67   | 411  | 358  | 259    |
| 4.  | Avatiu FC            | 14    | 172  | 40   | 37   | 95   | 259  | 484  | 157    |
| 5.  | Titikaveka FC        | 14    | 172  | 42   | 27   | 103  | 291  | 593  | 153    |
| 6.  | Matavera FC          | 14    | 172  | 36   | 35   | 101  | 223  | 436  | 143    |
| 7.  | Takuvaine FC         | 9     | 102  | 37   | 15   | 50   | 190  | 280  | 126    |